# Geel platvoetje
Het geel platvoetje (Platycheirus fulviventris) is een vliegensoort uit de familie van de zweefvliegen (Syrphidae). De wetenschappelijke naam van de soort is voor het eerst geldig gepubliceerd in 1829 door Macquart.